# NGC 6606
NGC 6606 ist eine Spiralgalaxie vom Hubble-Typ Sb im Sternbild Lyra am Nordsternhimmel. Sie ist schätzungsweise 267 Millionen Lichtjahre von der Milchstraße entfernt und hat einen Durchmesser von etwa 70.000 Lj.
Das Objekt wurde am 8. August 1883 von Édouard Stephan entdeckt.